# Copa da Alemanha de Voleibol Masculino de 2020–21
A Copa da Alemanha de Voleibol Masculino de 2020–21 foi a 31.ª edição desta competição organizada pela Federação Alemã de Voleibol (em alemão:  Deutsche Volleyball-Verband, DVV). O torneio ocorreu de 8 de novembro de 2020 a 28 de fevereiro de 2021 e contou com a presença de 9 equipes alemães.
Disputando a primeira final de sua história, o United Volleys Frankfurt derrotou o também estreante Netzhoppers por 3 sets a 0 e conquistou o inédito título da Copa da Alemanha.

## Regulamento
Devido à pandemia de COVID-19 na Alemanha, apenas clubes da 1. Bundesliga (primeira divisão do campeonato alemão) puderam participar da Copa da Alemanha desta temporada. Porém, dois clubes da 1. Bundesliga não participaram do torneio: o TSV Unterhaching, por ter recebido licença para jogar na 1. Bundesliga após o sorteio da Copa da Alemanha, e o time juvenil do VCO Berlin.
Os jogos consistiram nas oitavas de final, quartas de final, semifinais e final. Não houve disputa pelo terceiro lugar. Os pares de jogos e a chave do torneio foram criados como resultado do sorteio, que ocorreu em 12 de junho de 2020.

## Equipes participantes
| - Berlin Recycling Volleys - United Volleys Frankfurt - Netzhoppers - VfB Friedrichshafen - TSV Herrsching | - TSV Giesen - SVG Lüneburg - Volleyball Bisons Bühl - SWD Powervolleys Düren |

## Resultados

### Oitavas de final
| Data       | Hora  |             | Placar |                        | Set 1 | Set 2 | Set 3 | Set 4 | Set 5 | Total  | Relatório |
| ---------- | ----- | ----------- | ------ | ---------------------- | ----- | ----- | ----- | ----- | ----- | ------ | --------- |
| 08/11/2020 | 16:00 | Netzhoppers | 3–2    | SWD Powervolleys Düren | 18–25 | 19–25 | 25–20 | 25–18 | 15–10 | 102–98 |           |

### Quartas de final
| Data       | Hora  |                          | Placar |                          | Set 1 | Set 2 | Set 3 | Set 4 | Set 5 | Total   | Relatório |
| ---------- | ----- | ------------------------ | ------ | ------------------------ | ----- | ----- | ----- | ----- | ----- | ------- | --------- |
| 25/11/2020 | 19:00 | SVG Lüneburg             | 0–3    | VfB Friedrichshafen      | 26–28 | 24–26 | 19–25 |       |       | 69–79   |           |
| 25/11/2020 | 19:00 | Volleyball Bisons Bühl   | 1–3    | United Volleys Frankfurt | 25–23 | 21–25 | 23–25 | 24–26 |       | 93–99   |           |
| 25/11/2020 | 19:30 | Berlin Recycling Volleys | 2–3    | Netzhoppers              | 25–22 | 25–23 | 24–26 | 18–25 | 13–15 | 105–111 |           |
| 26/11/2020 | 20:00 | TSV Herrsching           | 3–0    | TSV Giesen               | 27–25 | 25–17 | 25–15 |       |       | 77–57   |           |

### Semifinais
| Data       | Hora  |                     | Placar |                          | Set 1 | Set 2 | Set 3 | Set 4 | Set 5 | Total   | Relatório |
| ---------- | ----- | ------------------- | ------ | ------------------------ | ----- | ----- | ----- | ----- | ----- | ------- | --------- |
| 10/12/2020 | 20:00 | Netzhoppers         | 3–2    | TSV Herrsching           | 21–25 | 26–28 | 25–16 | 25–22 | 26–24 | 123–115 |           |
| 10/12/2020 | 20:15 | VfB Friedrichshafen | 2–3    | United Volleys Frankfurt | 23–25 | 27–25 | 21–25 | 25–15 | 14–16 | 110–106 |           |

### Final
| Data       | Hora  |             | Placar |                          | Set 1 | Set 2 | Set 3 | Set 4 | Set 5 | Total | Relatório |
| ---------- | ----- | ----------- | ------ | ------------------------ | ----- | ----- | ----- | ----- | ----- | ----- | --------- |
| 28/02/2021 | 20:00 | Netzhoppers | 0–3    | United Volleys Frankfurt | 23–25 | 21–25 | 22–25 |       |       | 66–75 |           |

## Premiação
| Copa da Alemanha de 2020–21                   |
| Hesse                                         |
| --------------------------------------------- |
| United Volleys Frankfurt Campeão (1.º título) |